# Agneta Wrangel
Agneta Sofia Wrangel af Sauss, som gift hetat Ekman och Wicksell, född 27 april 1917 i Borlunda församling i dåvarande Malmöhus län, död 17 april 2006 i Västra Karups församling i Skåne län, var en svensk friherrinna, målare och  tecknare samt under en period hustru till regissören och skådespelaren Hasse Ekman.

## Biografi
Wrangel var dotter till godsägaren friherre Gustaf Wrangel (1885–1948) och Stina Mörner (1887–1952). Wrangels farfar var överhovstallmästaren Fredrik Wrangel. Agneta Wrangel tillbringade sina uppväxtår i Skåne på Kristineberg, Borlunda, och på Ellinge slott, Västra Sallerup. I slutet av 1930-talet flyttade hon till Stockholm och blev elev vid Otte Skölds målarskola och arbetade därefter en tid som dekoratör bland annat. Hon träffade skådespelaren Hasse Ekman som hon gifte sig med 1938. I rask takt födde hon fyra söner och kom därför att skämtsamt kallas "Gossexpressen". Sedan hon blivit ensamstående försörjde hon sig bland annat som dekoratör på NK.
Hon flyttade sedan till Malmö och gifte om sig med en läkare. År 1964 gick flyttlasset på nytt, efter en ny separation, till Mallorca, där hon återupptog sitt måleri och försörjde sig som konstnär. År 1987 gav hon ut boken Hallon och torr champagne om åren med Hasse Ekman. Efter ett 40-tal år på Mallorca flyttade hon tillbaka till Sverige och bosatte sig i Västra Karup, Båstads kommun, några år före sin död. Hon debuterade som utställare på Lilla konstsalongen i Malmö 1965 som följdes av en utställning på Galeria Alvarez i Palma på Mallorca samma år. Hennes konst består av figurer porträtt stadsvyer och landskapsskildringar utförda i olja samt teckningar i tusch och kol.
Agneta Wrangel var gift två gånger, första gången 1938–1946 med skådespelaren och regissören Hasse Ekman (1915–2004). De fick barnen Gösta Ekman 1939, Krister Ekman 1940, Mikael Ekman 1943 och Stefan Ekman 1944. Andra gången var hon gift 1949–1956 med läkaren Finn Wicksell (1917–1996), som var son till professor Sven Wicksell.